# Banco de Norteamérica
El Banco de Norteamérica fue el primer banco certificado de los Estados Unidos, y sirvió, de facto, como el primer banco central  del país. Fue certificado por el Congreso de la Confederación el 26 de  mayo de 1781, y abrió enFiladelfia el 7 de enero de 1782. Se creó en base al plan presentado por Robert Morris, Superintendente de Finanzas de los Estados Unidos el 17 de mayo de 1781. Morris siguió las recomendaciones de Alexander Hamilton, protagonista de la Guerra de Independencia. A pesar de que más tarde Hamilton atribuyó su "esencial" contribución al esfuerzo de la guerra, el gobierno de Pensilvania se opuso a sus privilegios y lo reincorporó bajo la ley estatal, haciéndolo inadecuado como banco nacional de acuerdo a la Constitución federal. En su lugar, el Congreso certificó un banco nuevo en 1791, el Primer Banco de los Estados Unidos.

## Historia

### Estatutos del Congreso

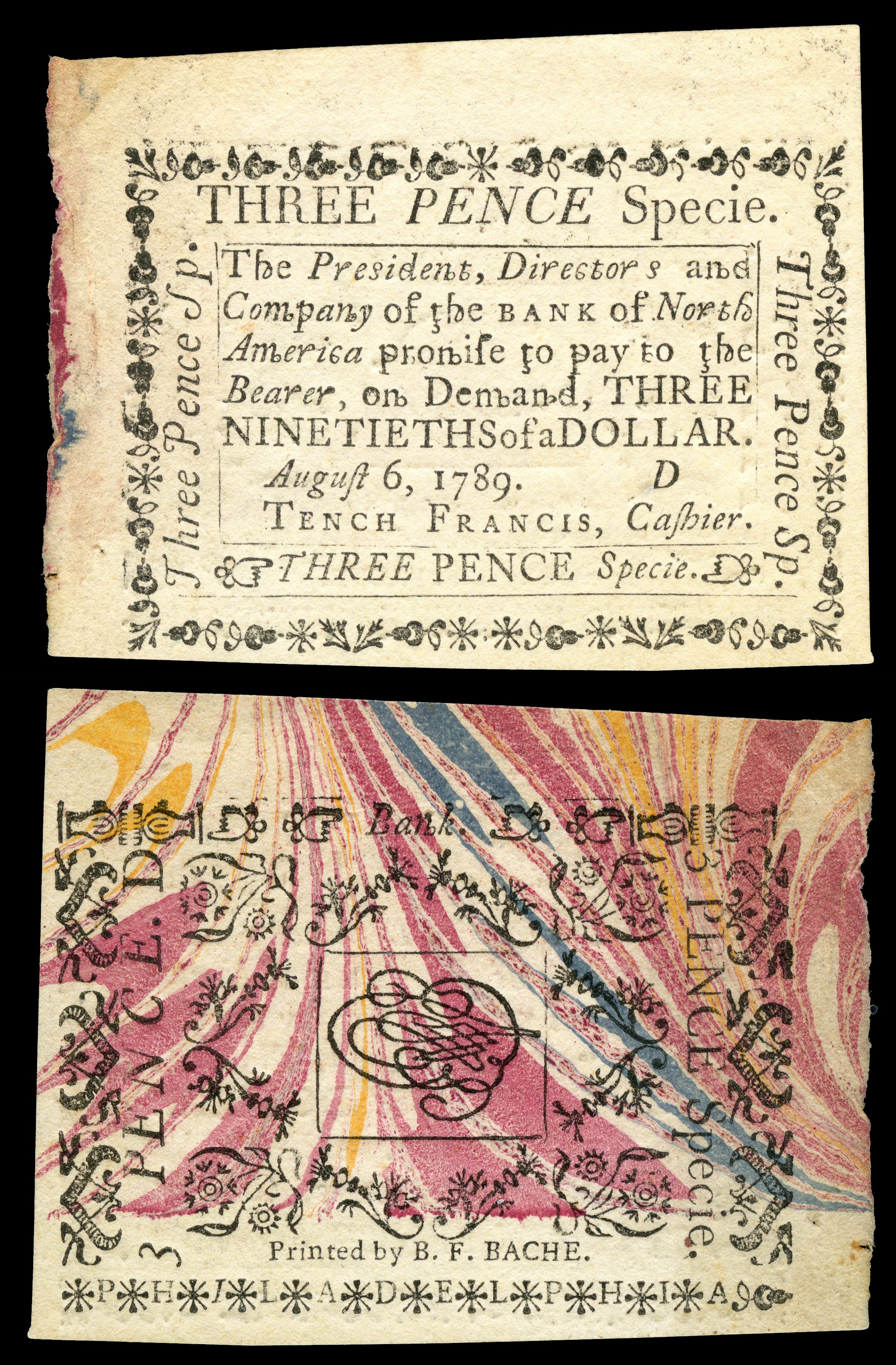
Tres peniques emitidos por el Banco de Norteamérica el 6 de agosto de 1789. Impreso por Benjamin Franklin Bache en papel jaspeado obtenido por Benjamin Franklin.

En mayo de 1781, Alexander Hamilton reveló que había recomendado a Robert Morris para el puesto de Superintendente de Finanza de los Estados Unidos; justo el verano anterior, cuándo la ejecutiva para la constitución de los Artículos de la Confederación se estaba consolidando. Después, planteó una propuesta de banco nacional que también serviría como banco central de facto. Morris, quién había mantenido anteriormente correspondencia con Hamilton sobre el tema de financiar la guerra, inmediatamente redactó una propuesta legislativa basada en la sugerencia de éste y lo entregó al Congreso. Morris persuadió al Congreso para autorizar la constitución del Banco de América del Norte como el primer banco comercial privado en los Estados Unidos.

### Oferta de acciones
Sus estatutos originales, como indicó Hamilton, requerían el desembolso de 1.000 acciones a un precio de 400 dólares cada una. Benjamin Franklin compró una sola acción como señal de buena fe con los federalistas y su nuevo banco. Hamilton usó su seudónimo "Publius" para respaldar el banco (más tarde fue inmortalizado en los Federalist Papers que abogaban por la adopción de la Constitución de los Estados Unidos a finales de 1780).
William Bingham, del que se rumoreaba que era el hombre más rico de América después de la Guerra de la Independencia, adquirió el .5% de las participaciones disponibles.
Sin embargo, la participación más grande, el 63.3%, fue adquirida en favor del gobierno de los Estados Unidos por Robert Morris como un regalo en forma de un préstamo de Francia de los Países Bajos. Esto tuvo el efecto de capitalizar el banco con grandes depósitos de monedas de oro y plata y títulos de crédito. Entonces él emitió nuevo papel moneda respaldado por este suministro.

### Agentes
Thomas Willing, el por dos veces alcalde de Filadelfia y socio de Morris en una empresa de importación-exportación (incluido el comercio de esclavos), fue nombrado el primer presidente del banco. Se mantuvo en el puesto de 1781 a 1791 cuando fue sucedido por John Nixon. De ahí pasó a ser el primer presidente del Primer Banco de los Estados Unidos, una posición que mantuvo de 1791 a 1807.

### Certificados bancarios
En 1783, el Congreso y varios estados, incluyendo Massachusetts, promulgaron una legislación que permitía a los ciudadanos americanos a pagar impuestos con certificados del Banco de Norteamérica, asignándoles la característica fundamental de moneda de curso legal.

### Historia posterior

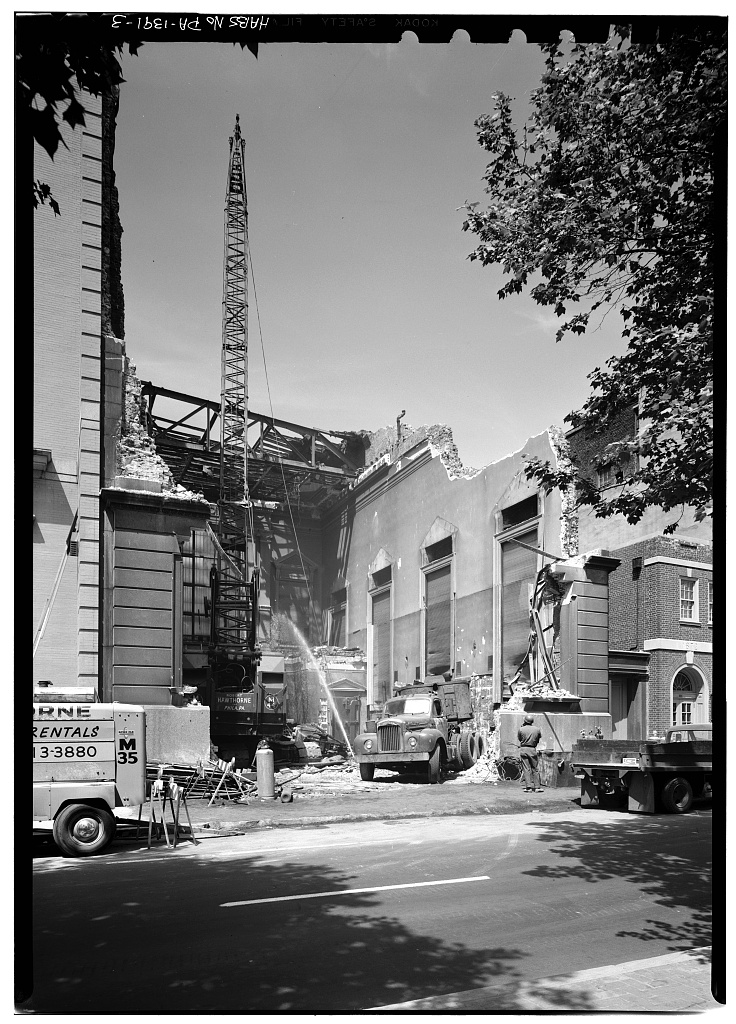
Derribo del edificio del Banco de Norteamérica en la calle Chestnut, Filadelfia (1959 o posterior)

Durante la confusión económica que siguió a la Guerra de la Independencia, la rigurosidad del banco para cobrar las deudas encontró la oposición de los residentes de Pensilvania, quienes pidieron la Asamblea General para revocar la carta estatal concedida en 1782. Esto tuvo lugar en 1785, aunque el banco continuó operando con dificultad bajo su aprobación del Congreso y la de Delaware. Al año siguiente, la Asamblea concedió una nueva autorización con varias restricciones, incluyendo la de que no podría comerciar con ninguna mercancía salvo con  bullion. El Banco de Norteamérica, junto con el Primer Banco de los Estados Unidos y el Banco de Nueva York fueron las primeras participaciones del mercado de la Bolsa de Nueva York.
Después del episodio del Acta del Banco Nacional en 1862, el Banco de Norteamérica adaptó su negocio para operar bajo la nueva ley. Su particular historia presentaba un problema: el acta requería ser un banco nacional para incluir la palabra "nacional" en su nombre. La administración del banco consideró su nombre original un cuestión de prestigio y defendió la postura de que su nombre fuese incluido tal cual en los estatutos de la Confederación. El Comptroller de la Moneda prefirió no profundizar en estas cuestiones legales y admitió al banco sin que cambiara su nombre.
El banco se fusionó con la Compañía Fiduciaria Mercantil en 1923 para convertirse en el Banco de Norteamérica y Compañía Fiduciaria, el cual volvió a fusionarse en 1929 con la Compañía de Pensilvania para Seguros en Vida y Pensiones. Más tarde fue adquirdo poruirido por el Primer Banco de Pensilvania en 1955, la Corporación Financier CoreStates en 1991, la First Union/Wachovia en 1998 y  la Wells Fargo en 2008.